# Perlocució
La perlocució és un acte de parla que implica un efecte en el seu interlocutor. El concepte va ser introduït per John Langshaw Austin l'any 1962.
El filòsof britànic John Langshaw Austin va establir tres tipus d'acte de parla en la Conferència IX publicada pòstumament el 1962, How to Do Things with Words: locucionari, il·locucionari i perlocucionari.
L'acte perlocucionari el descriu com: "els que produïm o aconseguim perquè diem alguna cosa, tals com convèncer, persuadir, dissuadir, i també, sorprendre o confondre"
Com a exemple, considerar l'enunciació següent: "Per cert, tinc un CD de Debussy; t'agradaria que te'l deixés?" La seva funció il·locucionària és un oferiment, mentre que el seu efecte perlocucionari desitjat podria ser impressionar l'oient, mostrar una actitud amistosa, o bé encoratjar l'interès en un tipus determinat de música.